# Relations entre le Bénin et le Maroc
Les relations entre le Maroc et le Bénin relèvent de la diplomatie et des relations internationales. Elles sont marquées par une coopération diversifiée  depuis la visite du roi Mohammed VI à Cotonou en 2004. Les ambassades du Bénin au Maroc et du Maroc au Bénin servent à la structuration des intérêts reliant les deux pays.

## Collaboration

### Coopération diplomatique
Les deux pays s'investissent pour renforcer leurs relations diplomatiques,,. Le Bénin annonce son soutien à l’intégrité territoriale du Maroc au Sahara marocain et appuie l’initiative du Plan d’Autonomie présenté par le Maroc,. En décembre 2023, le ministre marocain des Affaires étrangères, Nasser Bourita et son homologue béninois, Olushegun Bakari actent la tenue de la 7ème Commission mixte de Coopération maroco-béninoise à Cotonou en janvier 2024,,. comme solution au différend régional autour du Sahara. Dans le cadre de la révision de la carte diplomatique et consulaire, le chef de la diplomatie béninoise, Olushegun Bakari promet plaider pour l’établissement par le Bénin d'une présence consulaire à Laâyoune au Sahara marocain,,.
À partir du 1er janvier 2024, les Béninois se rendant au Maroc bénéficient d’un e-visa, en attendant une exemption totale de visas,.
Les 15 et 16 juin 2024, la République du Bénin reçoit Mohammed VI, le roi du Maroc dans le cadre du renforcement des relations d'amitié et de coopération entre le royaume du Maroc et la République du Bénin,.

### Éducation et Formation
Le Maroc revoit à la hausse le nombre de bourses de formation pour les cadres béninois, soulignant l’importance de la dimension humaine dans leur coopération. Le quota est passé de 100 à 130 places dont 80 places pour la formation universitaire et 50 places pour la formation professionnelle à la rentrée 2024-2025,. La construction d'une d'une résidence universitaire Hassan II sur le campus universitaire d’Abomey-Calavi, financée par le royaume du Maroc à hauteur de 800 millions de F CFA et inauguré le 16 juin 2004 par le  le président Mathieu Kérékou et sa majesté Mohamed VI, roi du Maroc la visite de ce dernier au Bénin.

### Santé
En avril 2019, le Maroc et le Bénin signent, à Rabat, trois accords de coopération dans les domaines de la santé maternelle et infantile, de la formation des médecins et des évacuations sanitaires. Selon le ministre marocain de la santé, Anas Doukkali, ces accords concernent « le renforcement de la coopération dans le domaine pharmaceutique à travers l’accompagnement de la partie béninoise pour le développement d’une industrie pharmaceutique de qualité, et la mise en place d’un laboratoire de contrôle des produits pharmaceutiques ».

### Patenariats économiques
En mars 2019, le Bénin et le Maroc signent  une convention fiscale à Marrakech afin d'éviter la double imposition et l'évasion fiscale en matière d'impôts sur le revenu. Le 28 novembre 2022, ces instruments de ratification sont échangés entre les chefs d e la diplomatie béninois et marocain,. Le ministre béninois Aurélien Agbenonci déclare que « l’entrée en vigueur de cette convention constitue un pas de plus dans le raffermissement des relations de coopération entre le Maroc et le Bénin ».

### Culture et tourisme
En 2023, le Maroc abrite l'événement culturel «Arts du Bénin d’hier et d’aujourd’hui : de la restitution à la révélation » à Rabat durant plusieurs mois, du janvier à mai,. Le 18 janvier 2023, le Musée Mohammed VI d’Art Moderne et Contemporain accueille une centaine d’œuvres de 34 artistes contemporains béninois.